# Barry Jackson
Barry Jackson (29. marts 1938 i Birmingham - 5. december 2013 i London) var en britisk skuespiller, der herhjemme især var kendt for at have spillet rollen som Dr. George Bullard i tv-serien Kriminalkommissær Barnaby (1997 - 2011).
Af andre film og tv-serier han har medvirket i, kan benævnes Doctor Who, Bergerac, Tavse vidner og En sag for Frost.
Barry Jackson døde i sit hjem i London den 5. december 2013. Han blev 75 år gammel.